# Nyctemera togoensis
Nyctemera togoensis är en fjärilsart som beskrevs av M.Gaede 1926. Nyctemera togoensis ingår i släktet Nyctemera och familjen björnspinnare. Inga underarter finns listade i Catalogue of Life.